# Porphyronota choana
Porphyronota choana är en skalbaggsart som beskrevs av Leon Fairmaire 1893. Porphyronota choana ingår i släktet Porphyronota och familjen Cetoniidae. Inga underarter finns listade i Catalogue of Life.